# Paradox (televíziós sorozat)
A "Paradox" egy 2009-es brit sci-fi/bűnügyi dráma Tamzin Outhwaite-tel a főszerepben (Rebecca Flint nyomozó).
Manchesterben forgatták, s itt is játszódik. A BBC megbízásából írta Lizzie Mickery és rendezte Marcus Wilson.
Flint nyomozó csapata és egy fizikus segítségével próbálnak a jövőből kapott képek által megjósolt bűntényeket, baleseteket megakadályozni.
Az első évadot 2009 novemberében és decemberében sugározta a BBC One és a BBC HD. Nagyrészt negatív kritikát kapott.

## Téma
Rebecca Flint felügyelő (Tamzin Outhwaite), Ben Holt őrmester (Mark Bonnar) és Callum Gada nyomozó (Chiké Okonkwo) egy kiváló asztrofizikus, Dr Christian King (Emun Elliott) laboratóriumába érkezett, rejtélyes képek után nyomoznak, melyek közeljövőben bekövetkezendő balesetek, bűntények részleteiről készültek.

## Epizódok
| # | Epizód          | Első sugárzás     | Nézettség        |
| --- | --------------- | ----------------- | ---------------- |
| 1 | „Első rész”     | 2009 november 24. | 4.81 millió néző |
| A csapat nem tud megállítani egy robbanást, melyet egy alacsony vasúti hídnak ütköző kamion okoz.                                           |                 |                   |                  |
| 2 | „Második rész”  | 2009 december 1.  | 2.94 millió néző |
| A csapatnak sikerül megmentenie egy elrabolt, garázsba zárt fiú életét, és Holt őrmesterét is.                                              |                 |                   |                  |
| 3 | „Harmadik rész” | 2009 december 8.  | 3.32 millió néző |
| The team apparently prevent a sex-attacker from killing a woman outside a nightlcub, but cannot prevent him from being free to attack again |                 |                   |                  |
| 4 | „Negyedik rész” | 2009 december 15. | 3.12 millió néző |
| Nehéz választás: egy anyát mentsenek-e meg a tűztől, avagy egy karbantartó munkást a mélybe zuhanástól?                                     |                 |                   |                  |
| 5 | „Ötödik rész”   | 2009 december 22. | 3.11 millió néző |
| Sikerül megmenteniük a fiatalokat egy iskolai lövöldözésben, de Christiant halálos lövés éri.                                               |                 |                   |                  |